# Hatutu
Hatutu, o también Hatuta‘a, es una isla de las Marquesas, en la Polinesia Francesa. Está situada en el grupo norte del archipiélago, a 3 km al noreste de Eiao. La isla está deshabitada y consiste en una plataforma elevada de 428 metros de altitud con una superficie de 6,5 km².

## Historia
Hatutu fue descubierta en 1791, por el norteamericano Joseph Ingraham que la llamó Hancock, nombre del primer gobernador de Massachusetts, John Hancock. Otros nombres utilizados fueron el francés Chanal y el inglés Langdon.

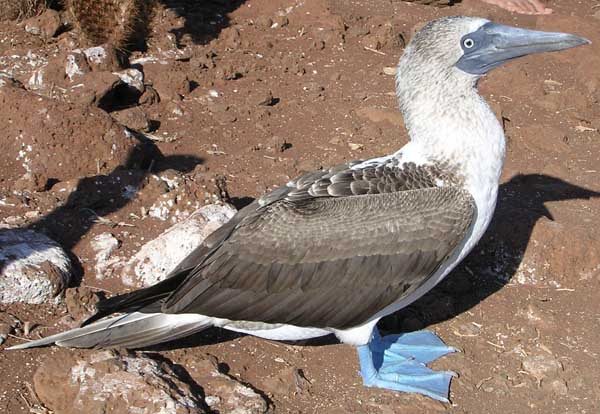
Piquero de patas azules (Sula nebouxii).

En 1992, Hatutu fue declarado reserva natural. Es un lugar utilizado por las aves marinas para anidar, uno de los importantes para el piquero de patas azules (Sula nebouxii).
- Datos: Q1420365
- Multimedia: Hatutu / Q1420365